# Enrique Angelelli
Enrique Ángel Angelelli Carletti (Córdoba, 17 giugno 1923 – Sañogasta, 4 agosto 1976) è stato un vescovo cattolico argentino, assassinato durante il cosiddetto processo di riorganizzazione nazionale a causa del suo impegno sociale a favore degli oppressi.
È stato beatificato da papa Francesco il 27 aprile 2019.

## Biografia
Angelelli, figlio di immigrati italiani, entrambi originari delle Marche, nasce a Córdoba in Argentina. Entra nel seminario di Nostra Signora di Loreto a soli 15 anni di età. Compie i suoi studi a Roma, dove viene ordinato sacerdote il 9 ottobre 1949, poi torna a Córdoba.

### Ministero a Córdoba
Comincia a lavorare in una parrocchia di Córdoba, dove fonda un movimento giovanile e dove si dedicherà alla visita dei più poveri delle villas, le baraccopoli argentine.
Incentra il suo lavoro pastorale sulla condizioni di vita disumane a cui sono costretti i poveri. Papa Giovanni XXIII lo nomina vescovo ausiliare dell'arcidiocesi di Córdoba e titolare di Listra il 12 dicembre 1960.
In quegli anni lavora insieme agli altri sacerdoti della diocesi per riconquistare uno spazio di intervento sociale e per il rinnovamento della chiesa. Questo causa forti resistenze all'interno degli ambienti ecclesiastici più conservatori. E nel 1964 viene rimosso temporaneamente dal suo incarico. Negli stessi anni partecipa a Roma al Concilio Vaticano II.

### Vescovo di La Rioja
Il 3 luglio 1968 papa Paolo VI lo nomina vescovo della diocesi di La Rioja.
A La Rioja, Angelelli incoraggia la creazione del sindacato dei minatori, dei lavoratori rurali e domestici, nonché la formazione delle cooperative dei lavoratori per la produzione di maglieria, di mattoni, di orologi e di pane e per la rivendicazione delle terre inutilizzate. Una di queste cooperative sollecita l'espropriazione di un latifondo che era cresciuto grazie all'appropriazione di piccoli appezzamenti di terra sottratti ai piccoli proprietari che non erano riusciti a pagare i propri debiti. Il governatore Carlos Menem promette di trasferire queste terre alla cooperativa.
Il 13 giugno 1973 Angelelli si trova ad Anillaco, la città natale di Menem per presiedere ai festeggiamenti patronali. È ricevuto da una folla di commercianti e proprietari terrieri, e con loro da Amado Menem, fratello del governatore, e dai figli Cesare e Manuel. La folla entra con la forza nella chiesa, e quando Angelelli sospende la celebrazione la folla comincia a lanciare pietre al vescovo. Il governatore Menem ritira il suo sostegno alle cooperative a causa dei “disordini sociali”. Angelelli denuncia i gruppi conservatori, dicendolo durante le celebrazioni religiose, e dichiarando interdetti i Menem e i loro sostenitori.
Il superiore generale dei gesuiti, Pedro Arrupe, e l'arcivescovo di Santa Fe, Vicente Zazpe Faustino (inviato dalla Santa Sede come soprintendente) visitano La Rioja e sostengono Angelelli, che nel frattempo aveva presentano le sue dimissioni al Papa. Quasi tutti i sacerdoti della diocesi sostengono il loro vescovo ed esprimono la loro solidarietà: "il potere ha manipolato la fede per preservare una situazione di ingiustizia e di oppressione".

### La guerra sporca
La breve presidenza di Isabel Martínez de Perón (iniziata nel 1974) resta contraddistinta per l'inizio della cosiddetta "guerra sporca" una campagna di attentati, rapimenti, torture e omicidi volta alla persecuzione della sinistra e, in generale, dei possibili oppositori del costituendo regime.
Il 12 febbraio 1976, il vicario della diocesi di La Rioja e due membri attivisti del movimento sociale vengono arrestati dai militari. Il 24 marzo, un colpo di Stato esautora Isabel Perón e dà inizio al processo di riorganizzazione nazionale. Angelelli si reca a Córdoba per chiedere al comandante della Terza Arma, Luciano Benjamín Menéndez, che fine abbiano fatto i due rapiti. Menéndez, rivolgendosi al vescovo, minaccia Angelelli dicendogli di stare attento.

### L'assassinio
Angelelli sapeva di essere stato preso di mira dai militari e che il prossimo a morire sarebbe stato lui. Il 4 agosto 1976, mentre Angelelli si trovava alla guida, insieme a padre Arturo Pinto, di ritorno da una messa celebrata a El Chamical, viene circondato da un veicolo con a bordo tre militari e la Fiat 125 sulla quale viaggiava viene fatta ribaltare. Le versioni ufficiali diranno che si è trattato di un incidente.

## Posizione della Chiesa
Dopo la morte di Angelelli, la Chiesa cattolica accettò la versione dell'incidente automobilistico, anche se ufficiosamente alcuni dei suoi membri hanno contestato questa versione. L'Osservatore Romano parlò di uno strano incidente. Il cardinale Juan Carlos Aramburu negò che si trattasse di un crimine.
L'8 giugno 2018 papa Francesco ha riconosciuto come martirio la morte di Angelelli e ha aperto, in questo modo, la strada per la beatificazione, proclamata il 27 aprile 2019.

## Omaggi ad Angelelli
Il 2 agosto 2006, due giorni prima dell'anniversario della morte di Angelelli, il presidente argentino Néstor Kirchner firmò un decreto dove dichiarava il 4 agosto giorno di lutto nazionale.

## Genealogia episcopale
La genealogia episcopale è:
- Cardinale Scipione Rebiba
- Cardinale Giulio Antonio Santori
- Cardinale Girolamo Bernerio, O.P.
- Arcivescovo Galeazzo Sanvitale
- Cardinale Ludovico Ludovisi
- Cardinale Luigi Caetani
- Cardinale Ulderico Carpegna
- Cardinale Paluzzo Paluzzi Altieri degli Albertoni
- Papa Benedetto XIII
- Papa Benedetto XIV
- Papa Clemente XIII
- Cardinale Bernardino Giraud
- Cardinale Alessandro Mattei
- Cardinale Pietro Francesco Galleffi
- Cardinale Giacomo Filippo Fransoni
- Cardinale Carlo Sacconi
- Cardinale Edward Henry Howard
- Cardinale Mariano Rampolla del Tindaro
- Cardinale Antonio Vico
- Arcivescovo Filippo Cortesi
- Arcivescovo Fermín Emilio Lafitte
- Arcivescovo Ramón José Castellano
- Vescovo Enrique Angelelli